# بانو هه
بانو هِه (کره‌ای: 부인 해씨) یکی از اعضای خانواده سلطنتی گالسا بویو و نوهٔ بنیانگذار آن و خواهر آخرین فرمانروای آن است. گفته می‌شود که او زیبا بود و به همین علت مورد لطف پادشاه موهیول قرار گرفت و سپس عنوان همسر ثانویه هه (کره‌ای: 차비 해씨; هانجا: 次妃 解氏) را دریافت کرد و این زوج صاحب یک پسر با نام شاهزاده هودونگ شدند، که پسر مورد علاقهٔ موهیول بود.

## نسب
بنا بر مستندات تاریخی کره او نوه شاه گالسا و خواهر شاه دو‌دو است و از پدر او نامی دردسترس نیست.
اما در سریال سرزمین بادها او را دختر عالیجناب تاکراگ وزیر اعظم بویو و برادر زاده حاکم تسو پادشاه بویو معرفی کرده است.

## در فرهنگ عامه
- توسط چویی جونگ وون در مجموعه تلویزیونی سرزمین بادها، کی‌بی‌اس در سال ۲۰۰۸ به تصویر کشیده شد.

## جستار های وابسته
- گوگوریو
- بویو
- پادشاه تموشین
- شاهزاده هودونگ